# Rupicola
Rupicola – rodzaj ptaków z podrodziny bławatników (Cotinginae) w rodzinie bławatnikowatych (Cotingidae).

## Występowanie
Rodzaj obejmuje gatunki występujące w Ameryce Południowej.

## Morfologia
Długość ciała 27–32 cm, masa ciała 203–266 g (samce są większe i cięższe od samic).

## Systematyka

### Etymologia
- Rupicola: łac. rupes, rupis „skała”, od rumpere „roztrzaskać”; -cola „mieszkaniec” od colere „mieszkać”. Skalikurek gujański został nazwany „Coq-de-Roche” przez Barrère w 1745 roku, ze względu na jego płaski, jednostronny, podobny do koguciego grzebień oraz zwyczaj gniazdowania w jaskiniach[5].
- Orinus: gr. ορεινος oreinos „mieszkaniec gór”, od ορος oros, ορεος oreos „góra”[6]. Nowa nazwa dla Rupicola Brisson, 1760.

### Podział systematyczny
Do rodzaju należą następujące gatunki:
- Rupicola rupicola (Linnaeus, 1766) – skalikurek gujański
- Rupicola peruvianus (Latham, 1790) – skalikurek andyjski